# Milton Fornaro
Milton Fornaro (Minas, Lavalleja, 16 de septiembre de 1947) es un escritor y guionista uruguayo. Fue parte del equipo fundador de las revistas de humor político El Dedo y Guambia.

## Trayectoria
Codirigió el Diccionario de la literatura uruguaya (Arca, 1986). Fue guionista del programa cómico televisivo Plop, entre 1991 y 1992. Es autor de la obra Coquita Superestar (1992), sobre la base de «Coquita», un popular personaje cómico interpretado por Imilce Viñas en el mismo programa.
Fue parte de las revistas de humor político El Dedo, clausurada durante la dictadura cívico militar (1973-1985), y de Guambia, sucesora de la primera. En 2001 coeditó y prologó La Tijera de Colón, facsímil de la primera revista en la que escribió Juan Carlos Onetti.
En 2005 obtuvo el Premio Nacional de Literatura por su libro de relatos breves Murmuraciones inútiles. En ese mismo año obtuvo por unanimidad el premio Grinzane Cavour-Montevideo por la novela Si le digo le miento, traducida al italiano y publicada en Italia en 2007 (Ed. Nino Aragno, Turín). El jurado estuvo integrado por Tabajara Ruas, Mario Delgado Aparaín, Luis Sepúlveda, Salvatore Tropea, Laura Pariani y Giuliano Soria.
Por su trayectoria recibió el premio Morosoli de Plata 2009 en la categoría Narrativa. Con su novela Un señor de la frontera fue finalista en 2009 del premio Planeta-Casa de América. En 2015 recibió el premio Legión del Libro, otorgado por la Cámara Uruguaya del Libro. Por su novela La madriguera en 2018 recibió en Cuba el Preemio de Narrativa José María Arguedas otorgado por Casa de las Américas.
Su novela Cadáver se necesita (inútil sin experiencia) fue adaptada a la televisión como el primer y segundo episodio de la miniserie de seis unitarios Somos, coproducida por Canal 10 y AGADU, cada uno de ellos basado en un relato de un autor uruguayo. Precisamente este capítulo fue el que logró en 2013 que Somos fuera nominada en el rubro de miniseries de la 41a. edición de los premios Emmy Internacional.
Fue asesor de Comunicación del Ministerio de Educación y Cultura, durante la presidencia de José Mujica.

## Obras
Teatro
- Coquita Superestar (1992)

Cuentos
- De cómo un niño salvó su honor con una honda (1967)
- Nueve en cuerpo 18 (1968)
- Lo demás son cuentos (1972)
- Los imprecisos límites del infierno (1979)
- Ajuste de cuentos (1982)
- Puro Cuento (1986)
- Descuentos (1998)
- Murmuraciones inútiles (Alfaguara, 2004)
- Querida Susana y otros cuentos (2007)
- Accidentes domésticos (2017)

Novela
- Hoy fue uno de esos días (1993)
- Si le digo le miento (2003)
- Cadáver se necesita (inútil sin experiencia) (Alfaguara, 2006)
- Teoría del iceberg (Ediciones de la Banda Oriental, 2008)
- Un señor de la frontera (Planeta, 2009)
- La madriguera (Alfaguara, 2016" )
- La vida por delante (Alfaguara 2021)
- Una historia improbable (Ediciones de la Banda Oriental, 2023)

Participaciones
- La muerte hace buena letra (Trilce, 1993) novela colectiva